# Greti Caprez-Roffler
Greti Caprez-Roffler est une théologienne et pasteure suisse, née le 17 août 1906 à Sankt Antönien et morte le 19 mars 1994 à Coire.
Elle est la première femme nommée pasteure, en 1931, d'une paroisse protestante en Europe.

## Biographie

### Origines, enfance et famille
Greti Caprez-Roffler naît Greti Roffler le 17 août 1906 à Sankt Antönien, dans le canton des Grisons. Elle est originaire de Furna, dans le même canton. Son père, Jonas Roffler, est pasteur ; sa mère est née Elsbeth Luk. Elle est l'aînée d'une fratrie de quatre enfants,. Elle grandit à Igis. 
Elle épouse en septembre 1929 un ingénieur grison de l'École polytechnique fédérale de Zurich du nom de Gian Caprez,, avec qui elle aura six enfants.

### Études
Après le gymnase à Coire, elle étudie la philologie classique à partir de 1925 puis, encouragée par son père, la théologie à l'Université de Zurich à partir de 1926. Elle est la première Grisonne à étudier la théologie. 
En 1930, en pleine révision pour ses examens finaux, elle séjourne à São Paulo, au Brésil, où son mari est employé comme ingénieur. Elle intervient à cette période dans la presse grisonne, en juin, pour demander l'ouverture pleine et entière du pastorat aux femmes. Elle revient seule en septembre 1930 en Suisse, chez ses parents, enceinte de cinq mois de son premier enfant, et c'est enceinte qu'elle se présente avec succès à Zurich le 18 octobre 1930 devant ses professeurs de théologie pour ses examens,,. Son mari ne revient en Europe qu'en mars de l'année suivante et travaille d'abord à Pontresina, dans le bureau d'ingénieurs de ses parents, et Zurich.

### Pasteure à Furna

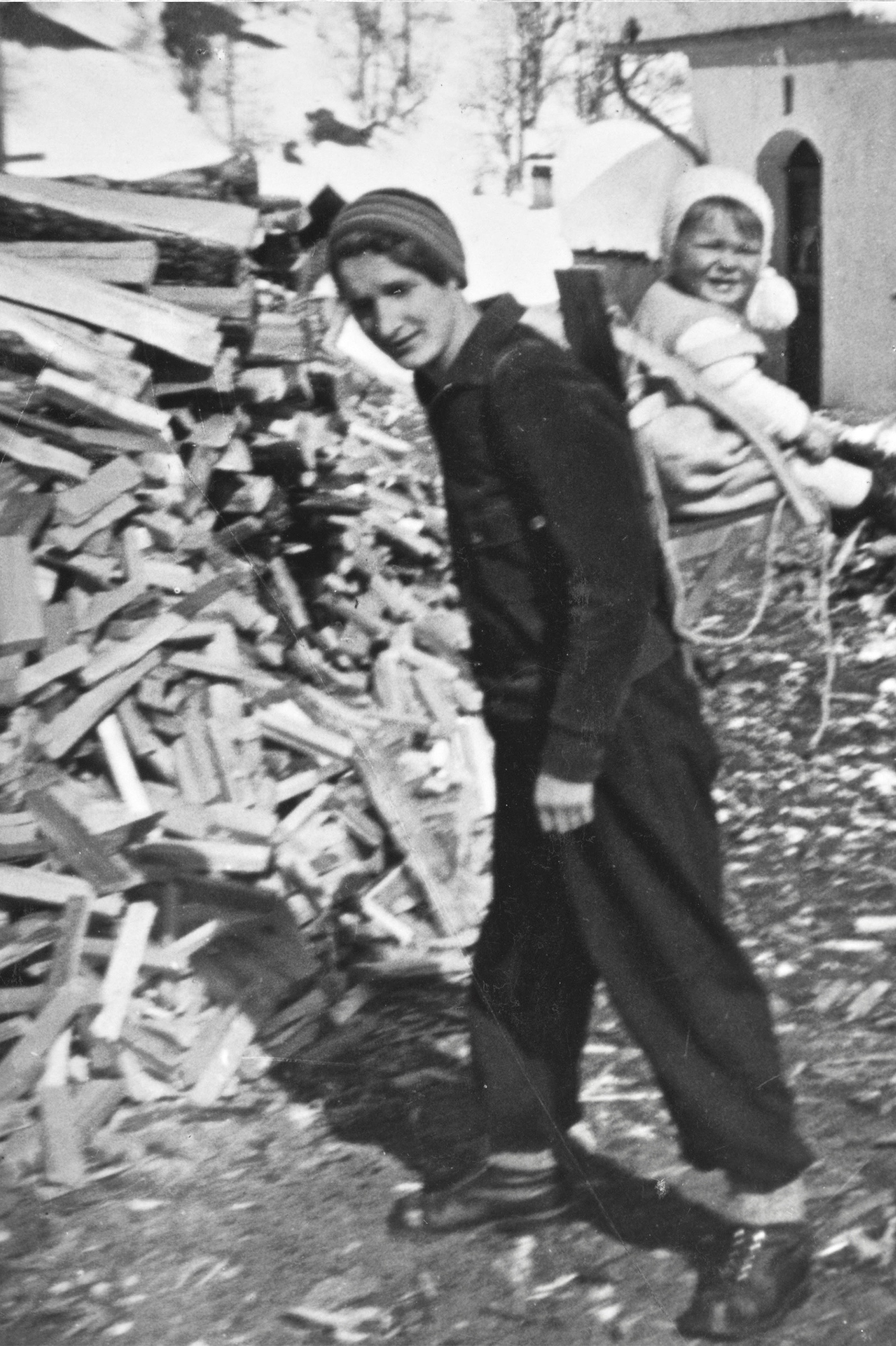
Greti Caprez-Roffler avec son premier enfant sur une claie de portage, vers 1931.

Dans les années 1930, le pastorat n'est ouvert aux femmes dans aucun canton : les quelques femmes qui ont achevé des études de théologie travaillent comme pasteures auxiliaires et de vifs débats ont lieu dans les journaux sur la question. Dans le canton des Grisons, le synode refuse le 22 juin 1928 par 22 voix contre 39 la création de la fonction de pasteure auxiliaire et le peuple refuse le 24 avril 1932 à une large majorité en votation d'ouvrir le pastorat au moins aux femmes non mariées. 
Furna, un village grison isolé de paysans de montagne sans électricité, où Greti Caprez-Roffler passait enfant toutes ses vacances chez ses grands-parents, n'arrivait pas à trouver de successeur à son pasteur démissionnaire. Sur proposition de sa mère qui avait envoyé une lettre à la commune en août 1931, Greti Caprez-Roffler en est nommée pasteure à l'âge de 25 ans à l'unanimité des 18 membres du conseil paroissial le 13 septembre 1931,,,. Elle devient ainsi la première femme responsable d'une paroisse protestante en Europe. 
Greti Caprez-Roffler, qui avait refusé un poste de pasteure auxiliaire à Berne et échoué à convaincre un de ses camarades d'études de prendre le poste à Furna, emménage dans le presbytère du village avec son nouveau-né et une gouvernante, mais sans son mari : celui-ci a trouvé un emploi à Zurich, et ne peut leur rendre visite que tous les 15 jours.  
Opposé à cette nomination, le synode du canton des Grisons la déclare illégale et coupe les vivres à la commune de Furna : celle-ci paie un an de salaire en avance à sa pasteure avant que la fortune ecclésiale ne lui soit confisquée, mais elle n'est ensuite plus en mesure de la rémunérer,. Greti Caprez-Roffler exerce bénévolement son ministère à Furna jusqu'en septembre 1934, puis rejoint son mari à Zurich, qui y entreprend des études de théologie,.

### Pasteure auxiliaire, aumônière
Elle exerce dans le canton de Zurich comme pasteure auxiliaire mais espère pouvoir exercer à terme pleinement un ministère avec son mari. En 1941, alors que la famille compte désormais cinq enfants, ils sont engagés par le synode du canton des Grisons comme aumôniers pour les établissements hospitaliers, psychiatriques et pénitentiaires, lui pour les hommes, elle pour les femmes,. Ils emménagent alors à Coire. À la naissance de leur sixième enfant en 1945, Greti Caprez-Roffler décide de se consacrer entièrement à son foyer,. Au printemps 1947, la famille déménage à Kilchberg, près de Zurich, où Gian Caprez a obtenu un poste de pasteur,. Ils y restent pendant 19 ans. C'est de Kilchberg et avec Gian Caprez en chaire qu'est diffusé le 28 novembre 1954 le premier culte protestant à la télévision suisse.   

### Consécration, ministère commun et retraite
Greti Caprez-Roffler est finalement consacrée pasteure le 17 novembre 1963 au Grossmünster de Zurich, en compagnie de onze autres théologiennes qui avaient achevé par le passé des études de théologie à l'Université de Zurich,,. Après que le peuple grison accepte en votation en 1965 l'ouverture pleine et entière du pastorat aux femmes,, elle déménage en juin 1966 à Rheinwald, dans le canton des Grisons, pour exercer le ministère en commun avec son mari jusqu'en 1970 dans cinq communes : lui à Splügen, Sufers et Medels im Rheinwald ; elle, à Nufenen et Hinterrhein,,,. Ils emménagent à leur retraite à Furna, à nouveau sans pasteur, où ils exercent pendant deux ans.
En 1987, atteints dans leur santé, ils doivent quitter Furna et entrer dans un établissement médico-social à Coire.

### Mort
Greti Caprez-Roffler meurt le 19 mars 1994 à Coire, suivie par son mari un mois plus tard.

## Valeurs

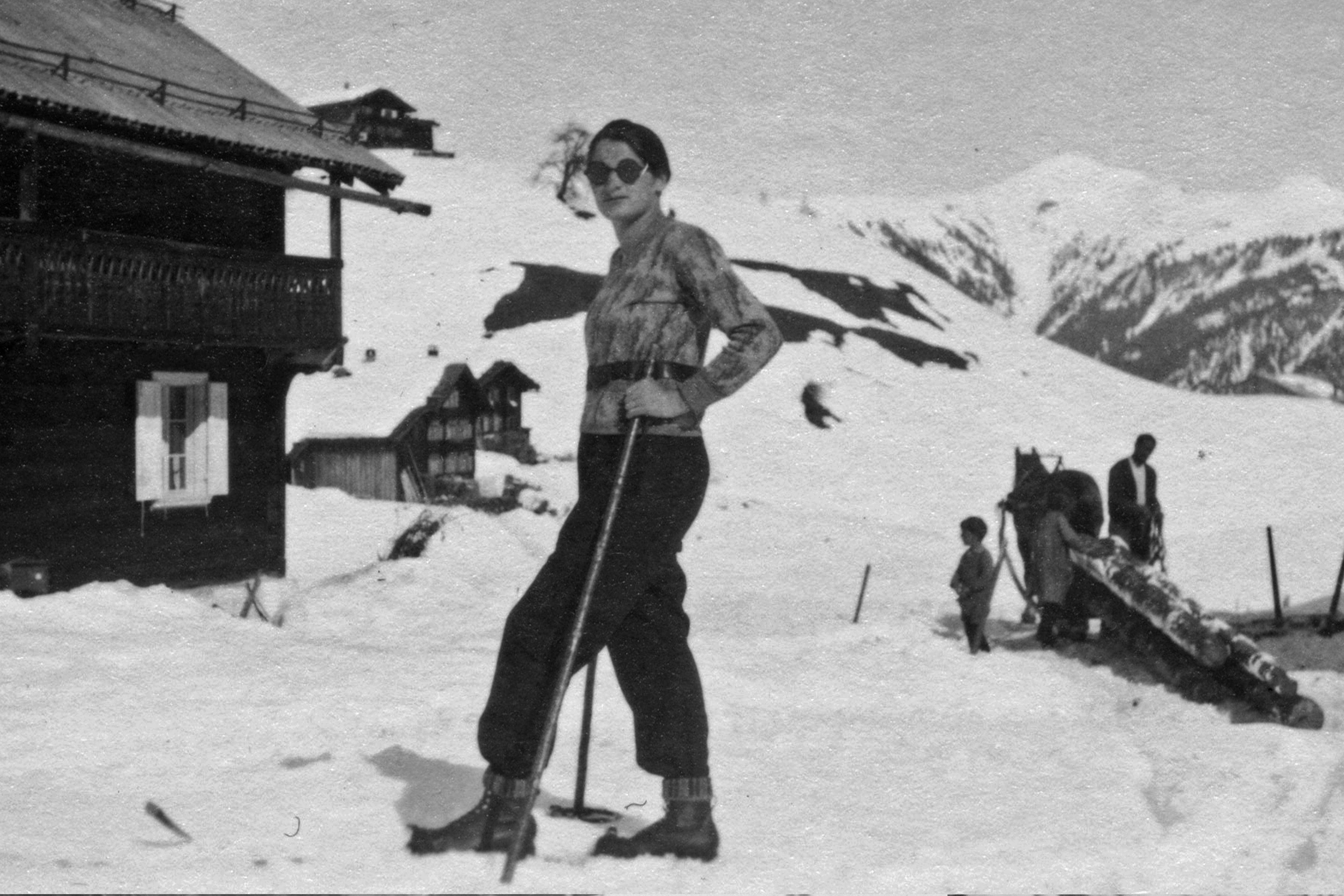
Greti Caprez-Roffler sur des skis, entre 1931 et 1934.

Femme indépendante, Greti Caprez-Roffler défendait des valeurs conservatrices tout en luttant pour les droits des femmes,.
Si elle encourage les filles à faire des études, tient des conférences sur la sexualité féminine, introduit les pantalons de ski pour les femmes à Furna, et affirme une égalité totale entre hommes et femmes, y compris au foyer où ils devraient davantage s'occuper des enfants, elle conseille en 1957 aux femmes de choisir entre le mariage et l'exercice d'une profession.